# Endoxyla donovani
Endoxyla donovani is een vlinder uit de familie van de Houtboorders (Cossidae). De soort is voor het eerst wetenschappelijk beschreven als Xyleutes donovani door Lionel Walter Rothschild in een publicatie uit 1897.
De soort komt voor in Australië.